# Cornelis Kruseman Stichting

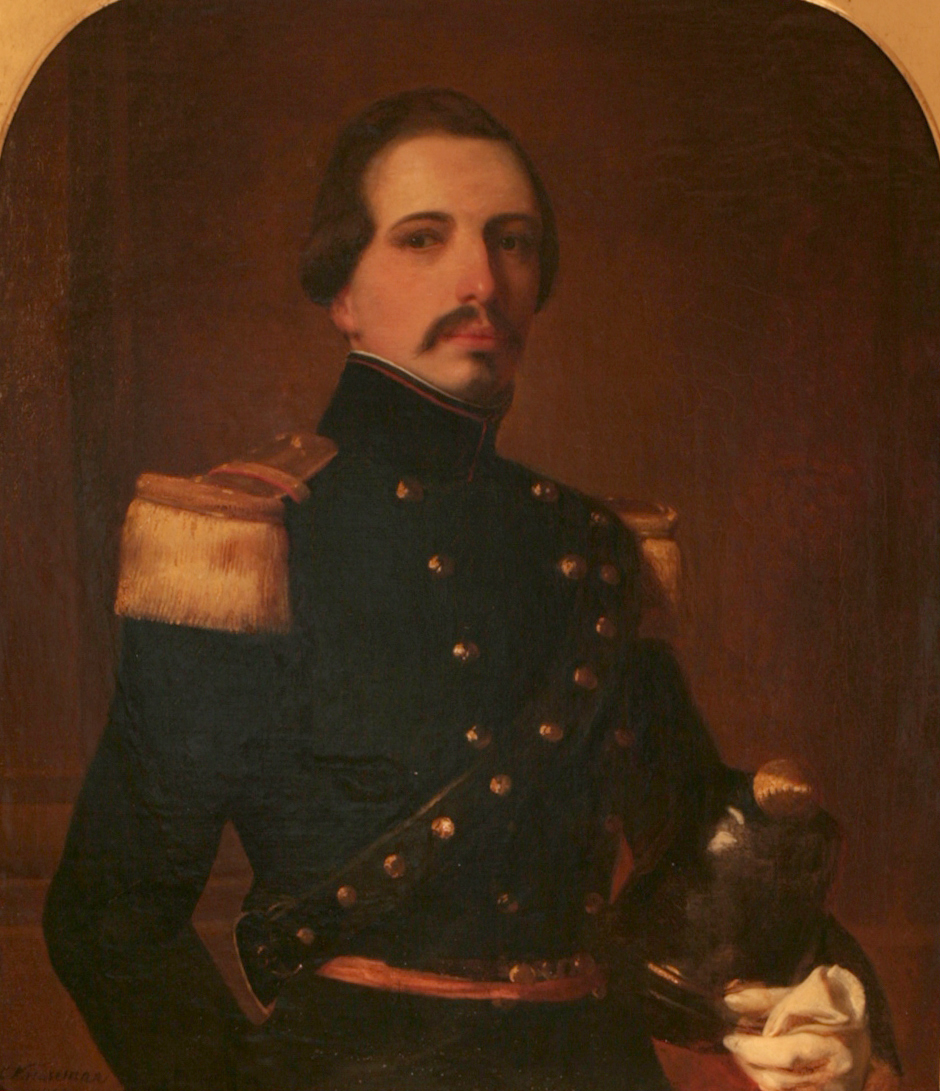
Cornelis Kruseman: portret van Constant Gautier Catherine François Ising (1823-1894).

De Cornelis Kruseman - J.M.C. Ising Stichting, kortweg Cornelis Kruseman Stichting genoemd, is een Nederlandse stichting, opgericht in 1996 en gevestigd in Den Haag. De stichting heeft ten doel grotere bekendheid te geven aan het werk van de negentiende-eeuwse kunstschilder Cornelis Kruseman (1797-1857) en zijn schilderende familieleden.
De stichting is ontstaan op initiatief van mevrouw J.M.C. Ising. Zij was een afstammeling van Johannes Diederik Kruseman (1794 - 1861), wiens oudste dochter, Johanna Cornelia Maria Kruseman (1827 – 1914) in 1851 trouwde met Constant Gautier Catherine François Ising (1823 -1894), kolonel der artillerie. Johannes Diederik Kruseman was de broer van Cornelis Kruseman en de vader van de kunstschilder Johannes Diederikus Kruseman (1828-1918). Mevrouw Ising heeft aan de stichting haar vermogen nagelaten en tevens van de Staat der Nederlanden gedaan gekregen dat vijf schilderijen uit de rijkscollectie die ze in 1971 aan de Staat geschonken had in langdurig bruikleen aan de stichting werden verstrekt.
Behalve de bovengenoemde vijf schilderijen bezit de stichting nog negen werken van Cornelis Kruseman, één schilderij van Jan Theodoor Kruseman en één aquarel van Jan Adam Kruseman. De collectie is na voorafgaande afspraak te bezichtigen.